# تسزکی
تسزکی (به لاتین: Tęczki) یک روستا در لهستان است که در Gmina Zbuczyn واقع شده‌است.